# Iowa Falls
Iowa Falls város az USA Iowa államában, Hardin megyében. Lakosainak száma 5106 fő (2020. április 1.).

## Népesség
A település népességének változása:

| 2010 | 5 238 |
| 2020 | 5 106 |